# Макриды
Макриды — упразднённая деревня в Буйском районе Костромской области. Входила в состав Центрального сельского поселения. Исключена из учётных данных в 2024 году.

## География
Находится в западной части Костромской области на расстоянии приблизительно 26 км на северо-запад по прямой от районного центра города Буй.

## История
В 1872 году здесь было учтено 2 двора, в 1907 году — 16.

## Население
| 2008 | 2010 | 2014 |
| ---- | ---- | ---- |
| 0    | →0   | →0   |

Постоянное население составляло 19 человек (1872 год), 63 (1897), 88 (1907), 0 как в 2002 году, так и в 2022.